# Snorri Einarsson
Pour les articles homonymes, voir Einarsson.
Snorri Eythor Einarsson, né le 21 février 1986 à Alta, est un fondeur norvégien, naturalisé islandais en 2016. Il est licencié au club de Tromsø SK.

## Biographie
Après des débuts officiels en 2004 en Coupe de Scandinavie, il est sélectionné en équipe nationale de Norvège pour la Coupe du monde en mars 2010 à l'occasion du cinquante kilomètres d'Holmenkollen, où il est 32e. Il est présent au Tour de ski 2010-2011, qu'il achève au trentième rang grâce à une 18e place sur le vingt kilomètres classique de Val di Fiemme sur le Tour de ski, apportant ses premiers points en Coupe du monde.
Il est vice-champion de Norvège 2012 en skiathlon derrière Sjur Røthe. En février 2013, il remporte une manche de la Coupe de Scandinavie à Inari, un trente kilomètres. Ne reproduisant pas ce genre de résultat, il n'est plus utilisé en Coupe du monde par l'équipe norvégienne après cet hiver.
Lors de la saison 2016-2017, il commence à représenter un autre pays, l'Islande, le pays de son père et y est également choisi skieur de l'année. Il reçoit sa première sélection sur un rendez-vous majeur, à l'occasion des Championnats du monde à Lahti. Il marque de nouveau des points pour la Coupe du monde lors du Nordic Opening (Ruka Triple) au début de l'hiver 2017-2018, prenant la 27e place finale.
Aux Jeux olympiques d'hiver de 2018, à Pyeongchang, il est 53e sur le quinze kilomètres libre et le skiathlon, tandis qu'il ne termine pas le cinquante kilomètres. Un an plus tard, il établit son meilleur résultat lors d'un championnat international avec une 18e place sur le cinquante kilomètres libre aux Mondiaux de Seefeld.

## Palmarès

### Jeux olympiques
| Épreuve / Édition   | Sprint                           | Sprint    | 15 km | 15 km                            | Skiathlon 2 × 15 km | 50 km   | Relais | Relais    |
| Épreuve / Édition   | libre                            | classique | libre | classique                        | Skiathlon 2 × 15 km | 50 km   | Sprint | 4 × 10 km |
| JO 2018 Pyeongchang | Épreuve inexistante à cette date | —         | 53e   | Épreuve inexistante à cette date | 53e                 | Abandon | -      | —         |

Légende :
- : pas d'épreuve
- — : Non disputée par Einarsson

### Championnats du monde
| Épreuve / Édition        | Sprint                           | Sprint                           | 15 km                            | 15 km                            | Skiathlon 2 × 15 km | 50 km | Relais | Relais    |
| Épreuve / Édition        | libre                            | classique                        | libre                            | classique                        | Skiathlon 2 × 15 km | 50 km | Sprint | 4 × 10 km |
| Mondiaux 2017 Lahti      | —                                | Épreuve inexistante à cette date | Épreuve inexistante à cette date | 41e                              | 37e                 | -     | —      | —         |
| Mondiaux 2019 Seefeld    | —                                | Épreuve inexistante à cette date | Épreuve inexistante à cette date | 43e                              | 37e                 | 18e   | -      | -         |
| Mondiaux 2021 Oberstdorf | Épreuve inexistante à cette date | —                                | 59e                              | Épreuve inexistante à cette date | 57e                 | -     | 27e    | —         |

Légende :
- : pas d'épreuve
- — : Non disputée par Einarsson

### Coupe du monde
- Meilleur classement général : 108e en 2020.
- Meilleur résultat individuel : 18e (2 fois).

#### Classements en Coupe du monde
| Année     | Classement général final | Classement distance | Classement sprint |
| 2010-2011 | 125e                     | 83e                 | -                 |
| 2012-2013 | 165e                     | -                   | 106e              |
| 2017-2018 | 111e                     | 84e                 | -                 |
| 2018-2019 | 121e                     | 84e                 | -                 |
| 2019-2020 | 108e                     | 63e                 | -                 |
| 2020-2021 | 133e                     | 93e                 | -                 |

### Coupe de Scandinavie
- 2e du classement général en 2013.
- 7 podiums, dont 1 victoire.